# النفايات الإلكترونية في الصين
تعد النفايات الإلكترونية مشكلةً بيئية خطيرة في الصين. الصين هي أكبر مستورد للنفايات الإلكترونية وهي موطن لمعظم أكبر مكبات النفايات في العالم. أدى النمو الاقتصادي السريع، إلى جانب الطلب العالمي المتزايد على الإلكترونيات إلى زيادة كبيرة في كمية النفايات الإلكترونية التي يجري التخلص منها. ينتهي المطاف بما يقارب 70% من هذه النفايات الإلكترونية العالمية في الصين.
تسبب قطاع التخلص من النفايات الإلكترونية في مخاطر بيئية وصحية من خلال إطلاق الملوثات السامة، على الرغم من كونه المسؤول عن العديد من الوظائف في المناطق الريفية في جنوب شرق الصين. تنشأ معظم هذه المخاطر من حقيقة أن 60% من النفايات الإلكترونية تُعالج في مراكز إعادة التدوير غير الرسمية، عن طريق العمالة اليدوية غير الماهرة وغير المجهزة.
تُعالج هذه النفايات الإلكترونية غالبًا من خلال ممارسات بسيطة غير رسمية، ما يتسبب بأضرارٍ بيئية خطيرة ومخاطر صحية دائمة في المناطق المحيطة بمواقع التخلص. في حين اتخذت الحكومة الصينية والمجتمع الدولي إجراءات لتنظيم إدارة النفايات الإلكترونية، كان التطبيق غير الفعال عقبة أمام تخفيف عواقب النفايات الإلكترونية.

## معالجة النفايات الإلكترونية

### المعالجة
تُرسل معظم هذه النفايات الإلكترونية إلى مواقع إعادة التدوير من أجل استخراج المعادن الثمينة والمواد العضوية، ليُعاد بيعها مقابل قيمة اقتصادية. الشكل الأكثر شيوعًا لمعالجة النفايات الإلكترونية المستخدمة في الصين هو «الطريقة الفيزيائية/ الميكانيكية» التي تفصل بين العناصر المختلفة في كل جهاز إلكتروني من خلال التفكيك اليدوي والفصل الكيميائي.
ينطوي ذلك على ممارسات أولية غالبًا، مثل تسخين لوحات الدوائر، وقطع الكابلات والأسلاك، وتقطيع البلاستيك وصهره، واستخراج المعادن الثمينة من خلال الغسل الحمضي والترميد. تؤدي هذه العمليات، مثل الغسل الحمضي القوي والحرق المفتوح للمواد الثقيلة، إلى إطلاق معادن سامة وملوثات.

### القطاع غير الرسمي
يُعاد تدوير النفايات الإلكترونية في الصين بشكل غير قانوني ضمن القطاع غير الرسمي. أُنشئ القطاع غير الرسمي من نظام من ورشات العمل صغيرة الحجم التي غالبًا ما تديرها الأُسر وقطاعات إعادة التدوير «الخلفية». يُدار بشكل عام من قبل الباعة المتجولين الذين يسافرون من منزل إلى آخر مقدمين رسومًا هامشية للتخلص من الأجهزة المتقادمة. يقوم هؤلاء الباعة المتجولون بإعادة بيع هذه الأجهزة إلى تجار النفايات الإلكترونية. تتكون طريقة إعادة التدوير غير الرسمية بشكل رئيسي من العمالة اليدوية غير الماهرة وهي نقّالة بطبيعتها. تحدث عمليات إعادة التدوير غير الرسمية بشكل شائع أيضًا في مناطق الضواحي حيث يُفتقر إلى التطبيق والمراقبة الفعالين.
أحد الشواغل الرئيسية حول القطاع غير الرسمي هو أن معظم الباعة المتجولين والتجار يفتقرون إلى المعرفة والوصول إلى المعدات والتقنيات المناسبة، من أجل تخلص آمن من النفايات الإلكترونية. قاست الدراسات مخاطر صحية محتملة من المعادن الثقيلة بنسبةٍ أعلى في مواقع إعادة تدوير النفايات الإلكترونية غير الرسمية، مقارنةً بمواقع إعادة التدوير الرسمية، مثل تلك التي تعمل في جيانغسو وشنغهاي، وهي مع ذلك سوق مربحة للغاية في الصين بفضل انخفاض الأجور، وارتفاع الطلب على الإلكترونيات المستعملة، وقطع الغيار والمواد المستخدمة.
ما يزال القطاع غير الرسمي يهيمن على نظام جمع النفايات الإلكترونية، على الرغم من الجهود المركزية للتخفيف من هذه المخاطر من خلال إضفاء الطابع الرسمي على قطاع إدارة النفايات الإلكترونية.

## الآثار الصحية والبيئية
تفتقر معظم مواقع إعادة تدوير النفايات الإلكترونية في الصين إلى التسهيلات المناسبة لحماية البيئة والصحة البشرية، وينتج عن ذلك تسرب كميات هائلة من المواد الكيميائية السامة، مثل الزئبق والرصاص والكادميوم. تكون المخلفات الإلكترونية دون الأساليب المناسبة واحتياطات السلامة الضرورية، مسؤولة بشكل مباشر عن تدهور الصحة والبيئة في نقاط المخلفات الإلكترونية الساخنة في الصين.
يواجه السكان في مواقع إعادة تدوير النفايات الإلكترونية الرئيسية امتصاصًا يوميًا محتملًا أعلى من المعادن الثقيلة. يتعرض السكان لمخلفات النفايات الإلكترونية الخطرة من خلال الاستنشاق من الهواء، والمدخول الغذائي، وابتلاع التربة/ الغبار، وملامسة الجلد. أدى ذلك إلى مخاطر صحية خطيرة للناس في هذه المناطق. وجدت الدراسات أيضًا وجود تلوث أكبر في التربة والمياه الجوفية في مواقع معالجة النفايات الإلكترونية، بالإضافة إلى ارتفاع معدل الإصابة بالسرطان. تزايد الاهتمام الخاص بالأطفال، إذ قيست المخاطر الصحية المحتملة لديهم وكانت ثمانية أضعاف تلك التي يتعرض لها عمّال النفايات الإلكترونية الكبار بسبب صغر حجمهم ومعدل امتصاصهم الأعلى.